# 후양고사우루스
후양고사우루스속(Huayangosaurus)는 중생대 쥐라기 중기에 서식한 초식공룡이다. 조반목-검룡하목-스테고사우루스과에 속한다. 학명은 중국 사천지방(四川地方)의 오래된 명칭 ‘華陽’에서 유래되었다. 전체 몸 길이는 약 4m~5m 정도, 체중은 1.4t가량 되었을 것으로 추정된다. 알려진 검룡류 중에서는 가장 초기의 공룡이다.

## 사진

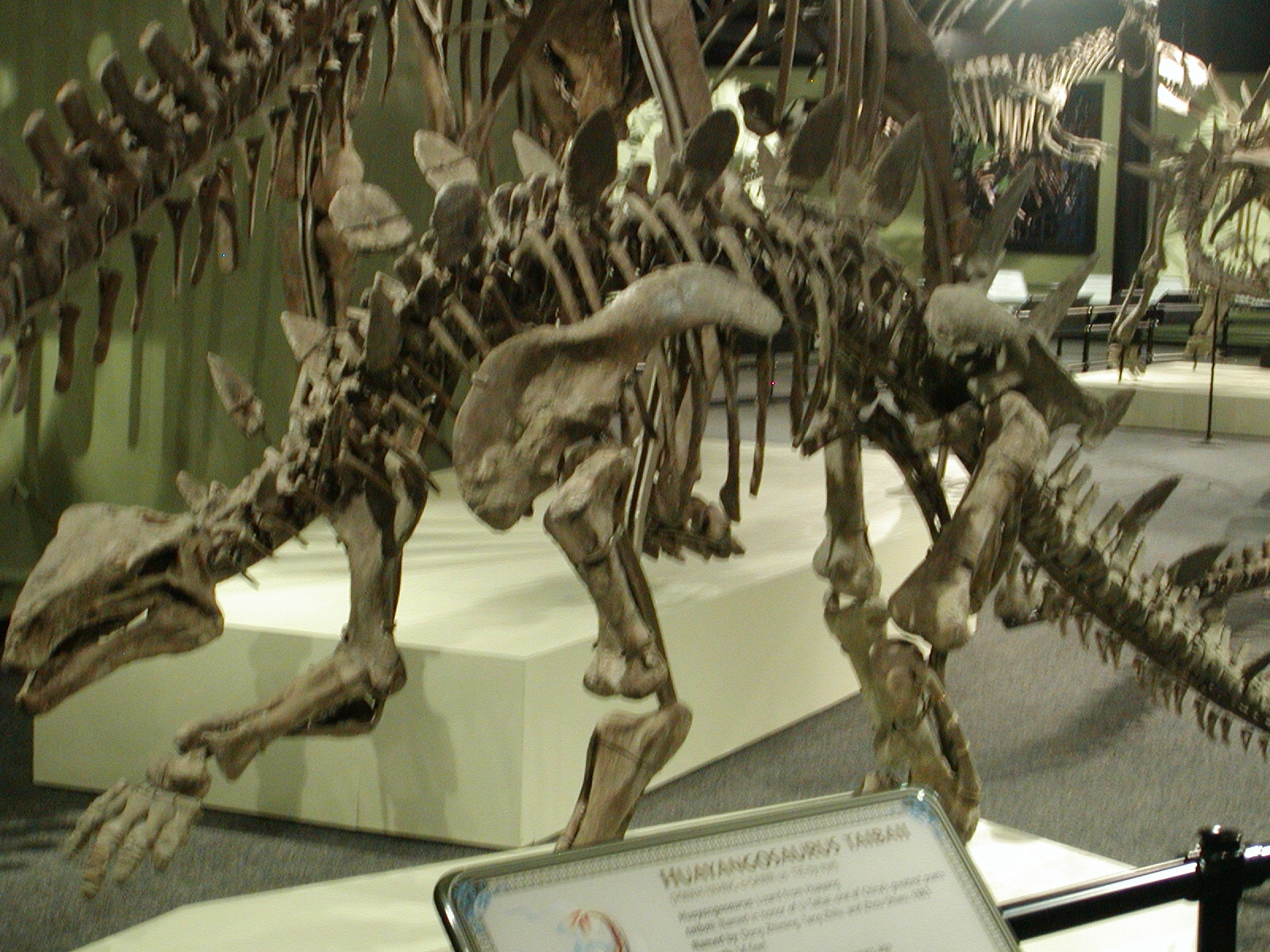
표본
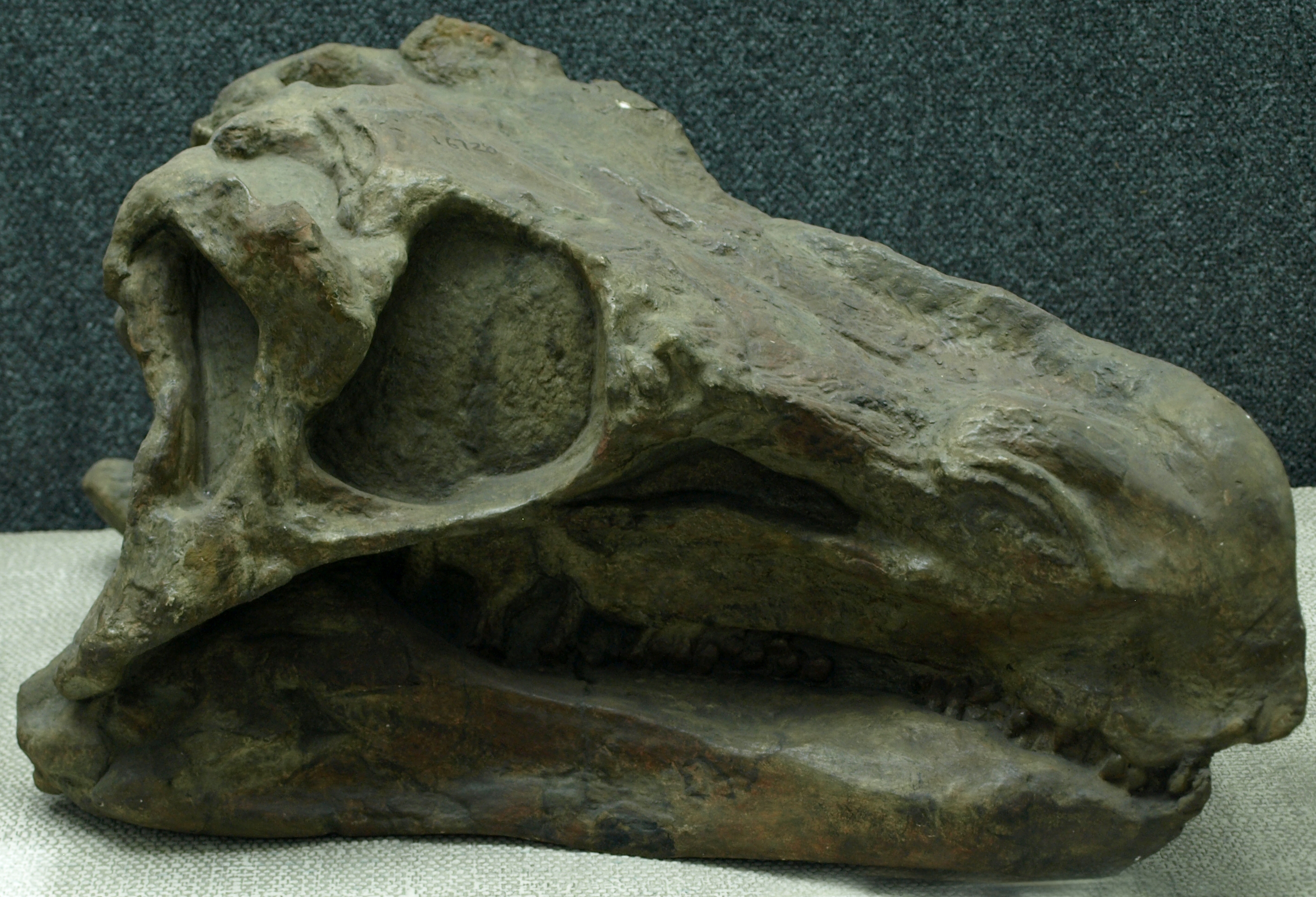
두개골
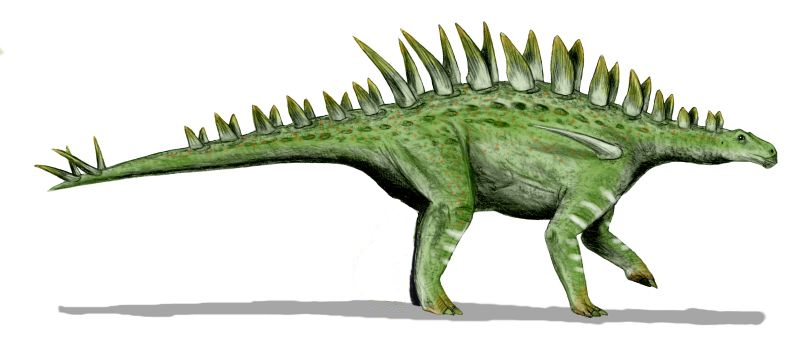
상상도